# Pharos (cráter)
Pharos es un cráter presente en la superficie de Proteo, satélite natural de Neptuno. Este cráter lleva el nombre del faro de Alejandría (en inglés: Pharos of Alexandria). Actualmente es la única característica superficial nombrada en cualquier satélite de Neptuno de forma irregular. Mide de 10 a 15 kilómetros de profundidad y tiene un diámetro de alrededor de 250 kilómetros, por lo que su tamaño corresponde a más de la mitad del diámetro de Proteo. El impacto que creó Pharos también pudo haber sido ocasionado por Hipocampo, debido a lo inusualmente cerca que se encuentra la órbita de Hipocampo a la órbita de Proteo (alrededor de 10 000 kilómetros de distancia entre ambos).